# جمعية الموالين للثورة الإسلامية
جمعية الموالين للثورة الإسلامية (بالفارسية: جمعیت وفاداران انقلاب اسلامی) هي مجموعة سياسية محافظة صغيرة في إيران.
في عام 2016 انسحب مرشحوها من الانتخابات التشريعية وأيدوا الائتلاف الكبير.

## أعضاء بارزين
- فريدون عباسي، نائب رئيس سابق [3]
- علي رضا علي الأحمدي، وزير سابق [3]
- عباس شيباني، نائب سابق [3]
- علي مارفي، نائب سابق [3]